# Andreas Knapp
Bruder Andreas Knapp PFE (* 1958 in Hettingen (Buchen)) ist ein deutscher Ordensmann, Priester, Dichter und Arbeiter.

## Kirchlicher Werdegang
Andreas Knapp studierte in Freiburg und Rom Katholische Theologie und Philosophie; 1983 wurde er für das Bistum Freiburg zum Priester geweiht. 1988 wurde er an der Päpstlichen Universität Gregoriana mit einer Dissertation über das Menschenbild in der Soziobiologie promoviert; die Dissertation wurde kurz darauf als Monographie veröffentlicht. Die Arbeit wurde international rezipiert und „jedem empfohlen, der sich einen Überblick über die soziobiologische Debatte beschaffen möchte.“ Die Debatte gilt als kontroversiell, weil die Soziobiologie auf Theorien der Evolution basiert, die katholische Moraltheologie jedoch Grundsätze der Evolution („survival of the fittest“) stark hinterfragt.
Im Jahr seiner Promotion übernahm er die Stelle des Pfarrers der katholischen Freiburger Hochschulgemeinde. 1993 wurde er Regens des Freiburger Priesterseminars. Dieses Amt gab er auf, um im Jahr 2000 der Gemeinschaft der Kleinen Brüder vom Evangelium beizutreten; diese leben wie ihr Gründer Charles de Foucauld in Armut, mit den Armen, um die Botschaft Jesu Christi zu verkünden.
Seit 2005 lebt Bruder Andreas mit drei Mitbrüdern in einer Plattenbau-Siedlung in Leipzig-Grünau. Die Umgebung gilt als religionsfern, 85 Prozent der Einwohner gehören keiner Religion an. Herausforderungen wie Armut, Alkoholismus und Atheismus sind klassische Aufgabengebiete für die Asketen in der geistlichen Schule von Foucauld.
Knapp arbeitete in Leipzig längere Zeit als Fabrikarbeiter, inzwischen als Gefängnisseelsorger.

## Dichterisches Werk
Knapp ist bundesweit bekannt geworden als Lyriker und geistlicher Autor. Seine Poesie greift Themen wie prosaische, ernüchternde Umgebungen im Arbeitermilieu auf. Nicht selten ist sein Werk von einem biblischen bzw. liturgischen Ton geprägt, wie auch von der Naturmystik. Da er sich in erster Linie dem Dienst an den Armen widmet, entstehen die Texte als Nachträge und Reflexion.
Seine literarische Arbeit erhielt zahlreiche Auszeichnungen, darunter den Herbert-Haag-Preis (2018), eine Goldmedaille beim Independent Publisher Awards (USA 2018) und eine Silbermedaille bei den Benjamin Franklin Awards (USA 2018).

## Veröffentlichungen (Auswahl)
- Die Ikone des Kaisers – Der Untergang von Konstantinopel. Roman. Benno, Leipzig 2006.
- Tiefer als das Meer. Gedichte zum Glauben. Echter, Würzburg 2006, 2. Auflage 2012.
- Heller als Licht. Biblische Gedichte. Echter, Würzburg 2014.
- Die letzten Christen. Flucht und Vertreibung aus dem Nahen Osten. Adeo, Aßlar 2016, ISBN 978-3-86334-118-3.
- Beim Anblick eines Grashalms. Naturgedichte. Echter, Würzburg 2017.
- Ganz knapp. Gedichte an der Schwelle zu Gott. Echter, Würzburg 2020.
- Wer alles gibt, hat die Hände frei. Mit Charles de Foucauld einfach leben lernen. Bene, München 2021.
- mit Melanie Wolfers: Atlas der unbegangenen Wege. Eine Reisezu dir selbst. Bene, München 2025.